# Стейн (община)
Стейн (нидерл. Stein) — община в провинции Лимбург (Нидерланды).

## Состав
Община состоит из следующих населенных пунктов (в скобках указано население на 2019 год):
- Стейн (10 880)
- Элсло (8 485)
- Урмонд (5 595)
- Берг-ан-де-Маас (2 080)
- Мерс (990)
- Катсоп (600)
- Клейне-Мерс (280)
- Наттенховен (170)
- Маасбанд (140)

## География
Территория общины занимает 22,8 км². На 1 августа 2020 года в общине проживало 24 935 человек.

## Города-партнеры
- Маасмехелен (Бельгия) — бельгийская община, расположенная по другую сторону Мааса.